# Золотарник миссурийский
Золотарник миссурийский (лат. Solidago missouriensis) — травянистое растение прерий, вид цветковых растений семейства астровых. Аборигенный вид Северной Америки, где он распространён на большей части территории Канады, США и северной Мексики. Произрастает от Британской Колумбии на восток до Манитобы, на юг до Соноры, Коауилы, Техаса и Миссисипи.    

## Описание
Изменчивый вид, и было описано множество разновидностей, но они не рассматривались в FNA. 
В целом, это многолетнее травянистое растение, растущее из подземного каудекса или корневища, или из того и другого.  Растения на восточных влажных прериях могут достигать высоты 50–80 см, но растения на западе обычно намного короче. Максимальная высота растения составляет один метр. 
Корни могут проникать в почву на глубину 2 м. 
Листья простые, жёсткие, достигают длины 30 см, становясь тоньше по мере продвижения вверх по стеблю. Проксимальные и средние стеблевые листья часто имеют 3 жилки.
Соцветие представляет собой разветвленную метёлку из множества жёлтых цветочных головок на верхушке стебля, иногда насчитывающую более 200 маленьких головок. Каждая головка содержит около 5–14 жёлтых язычковых цветков длиной несколько миллиметров, окружающих 6–20 трубчатых цветков.    
Плод — семянка, заканчивающаяся паппусом из щетинок.  

## Распространение и среда обитания
Вид можно встретить во многих типах местообитаний. Распространен на Великих равнинах. Растёт преимущественно в сухих, открытых местах и может встречаться на больших высотах. Он колонизирует нарушенные почвы. Во время засухи эпохи Пыльной бури, когда многие местные травы и растения погибли, золотарник процветал на сухой, расчищенной почве. Когда засуха закончилась и травы вернулись, золотарник стал встречаться реже, а во многих районах и вовсе исчез. Растет на почвах, перекопанных роющими животными, а также на обочинах дорог и в местах добычи полезных ископаемых. 
Золотарник распространён в ряде регионов, включая высокотравные прерии в западно-центральной части Миссури, прерии песчаных холмов на юго-востоке Северной Дакоты, Кипарисовые холмы на юго-востоке Альберты, прибрежные местообитания на северо-западе Монтаны и район Пенанг на севере Висконсина. 

### Экологические связи
Этот вид является хозяином галлов, вызываемых насекомыми Asteromyia carbonifera (Osten Sacken, 1862 г.) Листьями питаются личинки молей и представители семейства Кузнечиковые.
Цветки опыляются пчёлами, жуками, мухами и осами, которые питаются нектаром и пыльцой.